# 世界図書・著作権デー

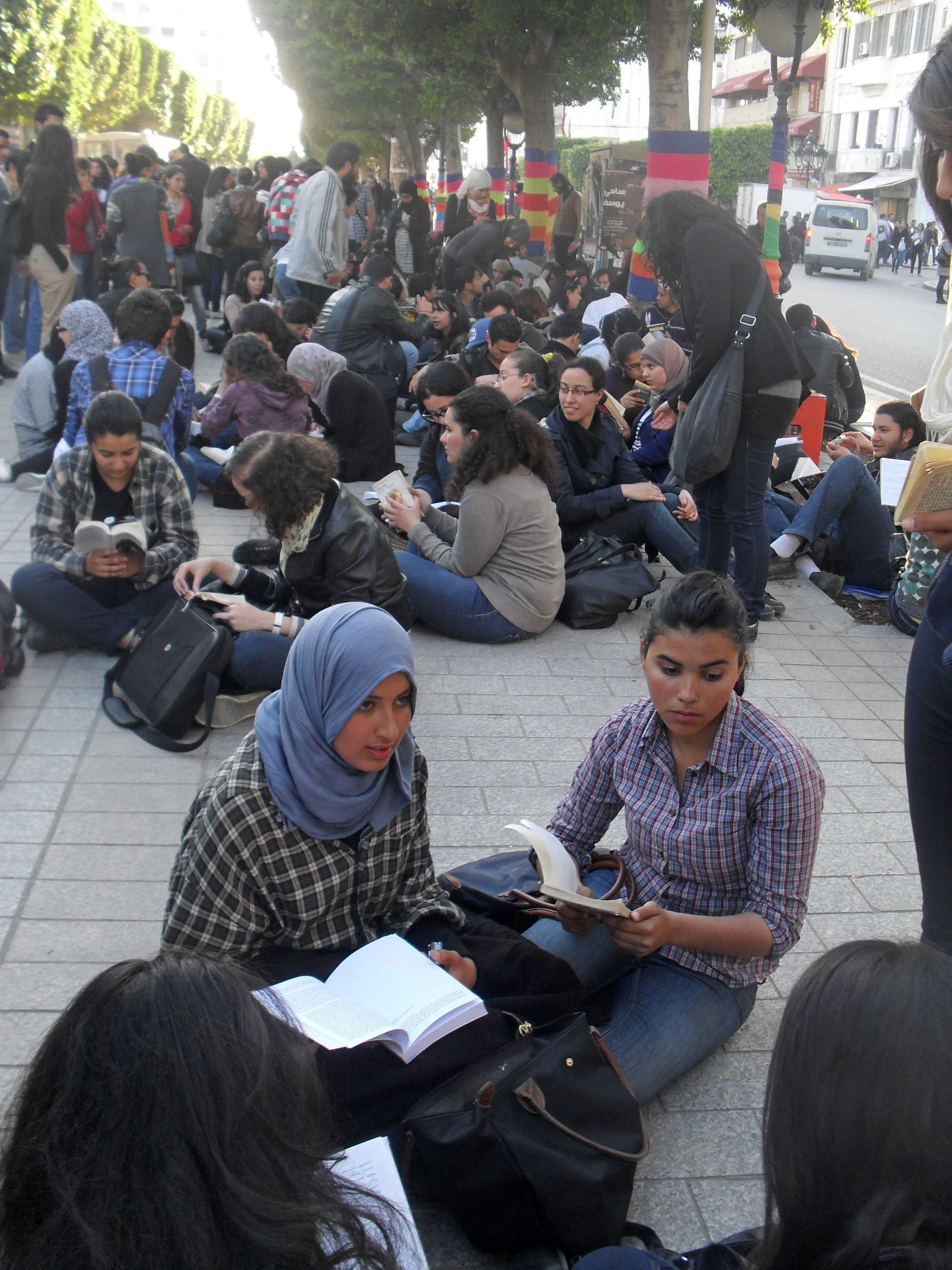
「世界本の日」に街頭で読書イベントを行うチュニジアの学生たち（2012年）

世界図書・著作権デー（せかいとしょ・ちょさくけんデー、英: World Book and Copyright Day）は、国際連合教育科学文化機関（ユネスコ）によって制定された「読書・出版・著作権（知的財産権）保護の促進」に関する国際デーで、毎年4月23日（国によって異なる場合もある）。
「世界本の日」（せかいほんのひ、英: World Book Day）とも呼ばれる。日本語では「世界本と著作権の日」（せかいほんとちょさくけんのひ）とも訳される。
1995年のユネスコ総会で制定され、1996年から実施されている。「書籍とその作者たちに敬意を表する」記念日であり、「読書の楽しみを特に若い人々に伝えるとともに、人類の文化的・社会的進歩に果たした人々のかげかえのない貢献への敬意を新たにすること」を目的とする。この日には各地で、本や読書に関連したイベントが開催される。

## 経緯

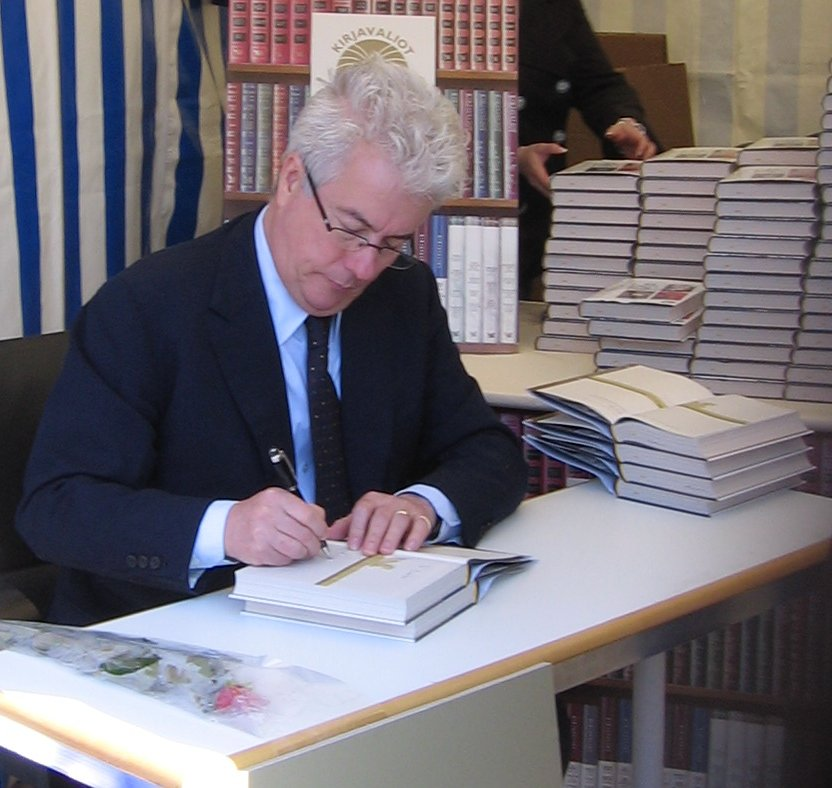
フィンランド、ヘルシンキでの「世界本の日」行事に招かれた作家ケン・フォレット（2005年）

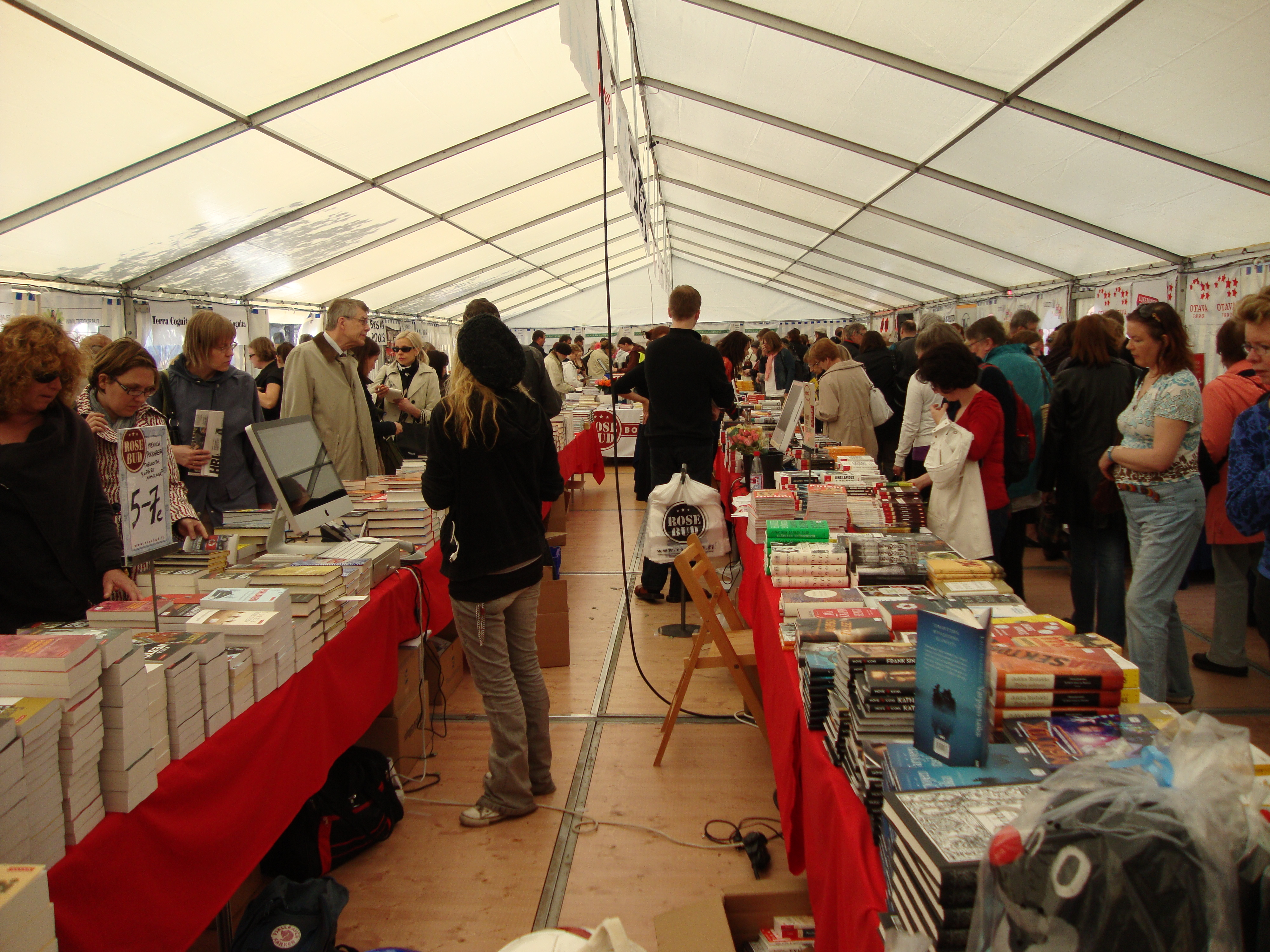
ヘルシンキの「世界本の日」書籍市（2011年）

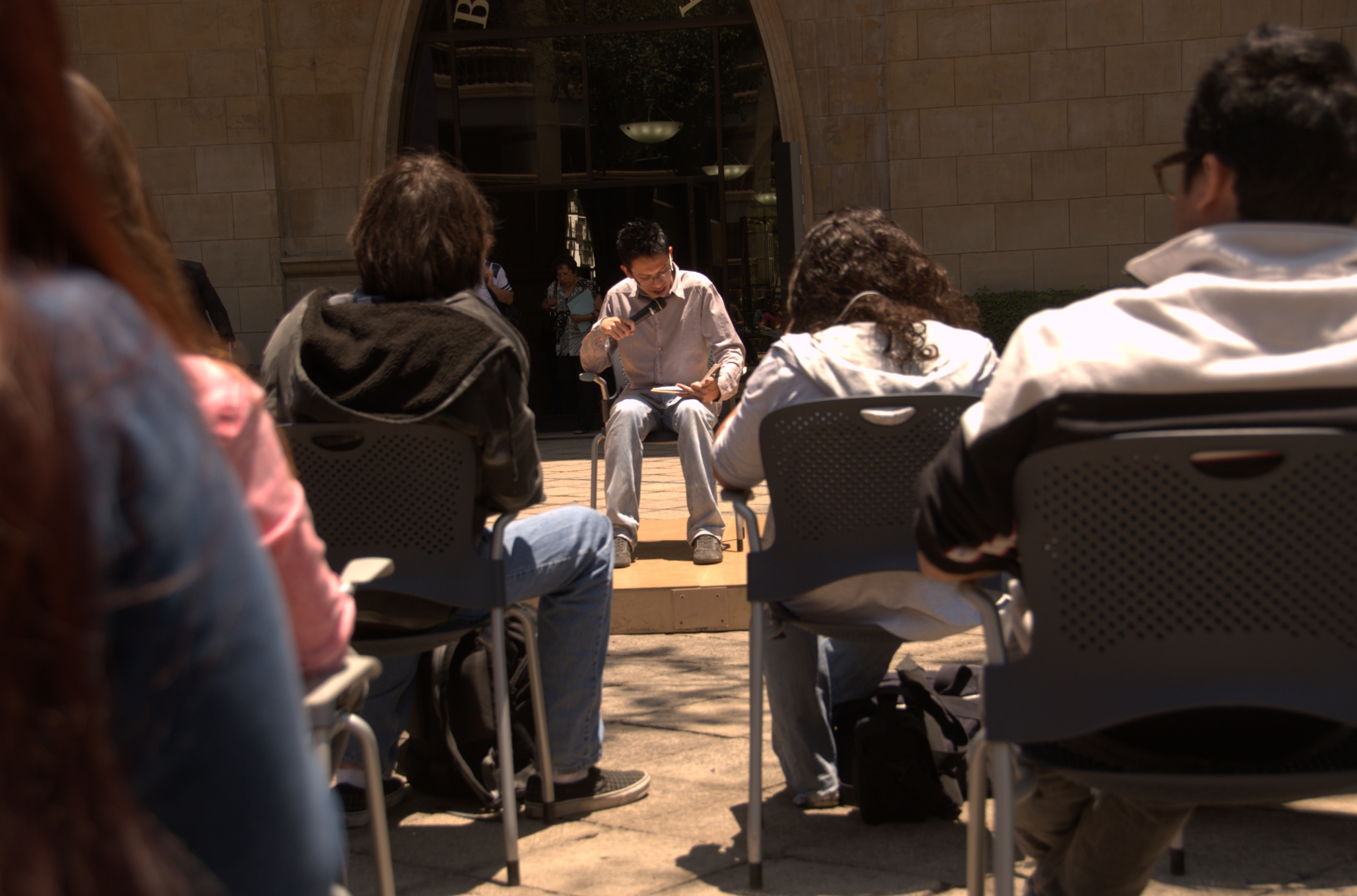
メキシコの大学で開かれた朗読会（2012年）

1995年11月にフランス、パリで開催されたユネスコ総会において、毎年4月23日を世界図書・著作権デーとする宣言文が採択された。スペインからの提案に基づくものである。スペインのカタルーニャ州では、4月23日のサン・ジョルディの日（聖ゲオルギオスの聖名祝日である「ゲオルギウスの日」のカタルーニャ語での名称）が「本の日」と呼ばれ、書籍に関するさまざまな行事が定着しており、これに着想を得たものである。
『ドン・キホーテ』の作者ミゲル・デ・セルバンテス、イングランドの劇作家ウィリアム・シェイクスピア、『インカ皇統記』の著者であるインカ・ガルシラーソ・デ・ラ・ベーガの3人の作家の命日がいずれも、それぞれの地域の暦での1616年4月23日であり、世界の文学にとっての象徴的な日付と位置づけられている。
また、シェイクスピアは伝説上の誕生日も1564年4月23日とされている。さらに、ウラジーミル・ナボコフ（1899年生）、ハルドル・ラクスネス（1902年生）、モーリス・ドリュオン（1918年生）、マヌエル・メヒア・バジェホ（1923年生、en:Manuel Mejía Vallejo参照）、ジョセプ・プラ（1981年没、en:Josep Pla参照）らの多くの文筆家の誕生日や命日でもある。

## 国際デー
世界図書・著作権デーは、国際連合の認める国際デーのひとつになっている。なお、3日後の4月26日は、著作権を含む知的財産権に関する国際デーである「世界知的所有権の日」に定められている。

### 世界本の首都
ユネスコと、書籍に関連する3分野（出版社、書店、図書館）の国際組織は、各都市から提出された書籍・読書に関するプログラムを評価し、「世界本の首都」 (World Book Capital)  を選定している。選定された都市は「世界図書・著作権デー」（4月23日）から翌年の4月22日まで「世界本の首都」を称する。
「世界本の首都」は、「世界図書・著作権デー」の成功を受けて、スペインのマドリードを2001年度の「世界本の首都」としたことにはじまる。以降、選定都市は2002年度：アレキサンドリア（エジプト）、2003年度：ニューデリー（インド）、2004年度：アントウェルペン（ベルギー）、2005年度:
モントリオール（カナダ）、2006年度：トリノ（イタリア）、2007年度：ボゴタ（コロンビア）、2008年度：アムステルダム（オランダ）、2009年度：ベイルート（レバノン）、2010年度：リュブリャナ（スロベニア）、2011年度：ブエノスアイレス（アルゼンチン）、2012年度：エレバン（アルメニア）、2013年度：バンコク（タイ）、2014年度：ポートハーコート（ナイジェリア）、2015年：仁川市（韓国）、2016年度：ワルシャワ（ポーランド）である。

## 行事と各国ごとの状況
「世界図書・著作権デー」には特に定まった形式はなく、読書・出版・著作権に関連した行事が、様々なかたちで行われる。
日本の国立国会図書館によれば、たとえば2011年には各国で以下のような行事が行われた。
- フランス - パリで、フランスのスペイン語話者協会がスペイン文学・文化に触れるイベントを開催。
- ボスニア・ヘルツェゴビナ - 出版社・書店の全国協会が著作権に関する会議を開催。また作家の表彰を挙行。
- ブルガリア - 図書館情報技術大学で、学生が本の制作実践、作家へのインタビュー、貴重書の展示などを行う。
- パキスタン - カラチで、図書館職員と図書館情報学の学生らが会議を開く。
- スペイン - バルセロナで、本の販売や著名作家によるサイン会が開催。
- 日本 - 各地の公共図書館などで子供向けのイベントが開催。

### イギリス・アイルランド
イギリスとアイルランドでは、World Book Day（世界本の日）として知られている。日付は3月第一木曜日である。国際的な4月23日が採用されなかった理由としては、復活祭（イースター）との兼ね合いや、イングランドの守護聖人である聖ジョージの日と重なることがあげられる。

### スウェーデン
スウェーデンでは、Världsbokdagen （世界本の日）として知られており、著作権についてはほとんど言及されない。通常は4月23日に祝われるが、2000年および2011年には復活祭との兼ね合いで4月13日に移動された。

### 日本
日本においては、この日は2001年12月に公布された「子どもの読書活動の推進に関する法律」第10条において「子ども読書の日」に定められている。全国の公共図書館などでは、子どもを対象とした読書に関するイベントなどが開催されている。

### 韓国
韓国では、ユネスコ記憶遺産に登録された歴史的記録物の展示公開や、今後登録を目指すものも含め出版化された歴史資料の読書推奨による歴史の再認識啓蒙を図る。

## 関連する趣旨の国際的な記念日
- 国際子どもの本の日（4月2日） - 国際児童図書評議会が制定[6]。
- 世界知的所有権の日（4月26日） - 世界知的所有権機関が制定
- 国際識字デー（9月8日） - 	ユネスコが制定[6]
- 国際学校図書館月間（10月） - 国際学校図書館協会が制定[6]